# Liste des sites classés et inscrits du département du Jura

Le département du Jura en rouge sur la carte

La liste des sites classés du département du Jura présente les sites naturels classés et inscrits du département du Jura.

## Liste des sites classés
Les critères sur lesquels les sites ont été sélectionnés sont désignés par des lettres, comme suit :
- TC : Tout critère
- A : Artistique
- P : Pittoresque
- S : Scientifique
- H : Historique
- L : Légendaire

30 communes du département se partagent 12 sites classés  dont certains sont pluri communaux. 36 autres sites sont par ailleurs inscrits sur le Jura.
| Commune                                                                                             | Site classé                                                                   | Date du classement          | Critère de classement | Géolocalisation | Superficie(ha) | Autres labels                        | Illustration |
| --------------------------------------------------------------------------------------------------- | ----------------------------------------------------------------------------- | --------------------------- | --------------------- | --------------- | -------------- | ------------------------------------ | ------------ |
| Bonlieu, La Chaux-du-Dombief, Denezières, Doucier, Le Frasnois, Menétrux-en-Joux, Saugeot, Songeson | Ensemble constitué par la vallée et les cascades du Hérisson                  | Décret du 29 avril 2002     | P                     |                 | 1216,55        |                                      |              |
| Les Bouchoux                                                                                        | La cascade du Moulin                                                          | Arrêté du 4 janvier 1961    | P                     |                 | 4,44           |                                      |              |
| Oussières                                                                                           | La Chênaie d'Oussières                                                        | Arrêté du 30 juillet 1910   | A                     |                 | 20,58          |                                      |              |
| Baume-les-Messieurs                                                                                 | La reculée de Baume-les-Messieurs                                             | Décret du 11 mars 1998      | P                     |                 | 410            |                                      |              |
| Arbois, La Châtelaine, Mesnay, Les Planches-près-Arbois                                             | La reculée des Planches-près-Arbois                                           | Décret du 20 décembre 2002  | S et P                |                 | 785            |                                      |              |
| Salins-les-Bains                                                                                    | L'ancien Fort Saint-André avec ses dépendances, propriété de l'Etat           | Arrêté du 14 avril 1922     | A                     |                 | 3,34           | Inscrit MH (1991) · Classé MH (1993) |              |
| Château-Chalon, Domblans, Menétru-le-Vignoble, Nevy-sur-Seille, Voiteur                             | Le vignoble du Château-Chalon                                                 | Décret du 16 janvier 2006   | P et H                |                 | 444,97         |                                      |              |
| Frontenay                                                                                           | L'ensemble formé par l'église de Frontenay et sa terrasse plantée de tilleuls | Arrêté du 2 octobre 1933    | T et C                |                 | 1,05           |                                      |              |
| Frontenay                                                                                           | Les deux tilleuls centenaires situés sur le vieux chemin de l'Ecouvette       | Arrêté du 8 juillet 1910    | A                     |                 | 0,83           |                                      |              |
| Les Molunes, Septmoncel, Villard-Saint-Sauveur                                                      | L'ensemble formé par les Gorges du Flumen                                     | Decret du 7 décembre 1989   | P                     |                 | 525,46         |                                      |              |
| Bonlieu, Chatelneuf, la Chaux-du-Dombief, le Frasnois                                               | L'ensemble formé par les Sept Lacs du Plateau du Frasnois                     | Decret du 26 décembre 1988  | P                     |                 | 1685,2         |                                      |              |
| Foncine-le-Haut, Foncine-le-Bas, les Planches-en-Montagne et Chaux-des-Crotenay                     | la haute vallée de la Saine                                                   | Decret du 26 septembre 2011 | P                     |                 | 1124           |                                      |              |

## Liste des sites inscrits
Nota : Certains sites  sont pluri-communaux. D'autres ont fait l'objet de plusieurs arrêtés.
| Commune                                         | Site inscrit                                  | Date de l'inscription        | Géolocalisation | Superficie(ha) | Autres labels     | Illustration |
| ----------------------------------------------- | --------------------------------------------- | ---------------------------- | --------------- | -------------- | ----------------- | ------------ |
| Arinthod                                        | Partie ancienne du village d'Arinthod         | Décret du 24 juin 1964       |                 | 3,36           |                   |              |
| Arlay                                           | Site d'Arlay                                  | Décret du 20 juin 1978       |                 | 1421,28        |                   |              |
| Baume-les-Messieurs, Crançot, Granges-sur-Baume | Site inscrit de Baume-les-Messieurs           | Décret du 11 mars 1998       |                 | 127,25         |                   |              |
| Bourg-de-Sirod, Sirod                           | Pertes de l'Ain, ruines du château            | Décret du 17 novembre 1943   |                 | 57,03          |                   |              |
| Château-Chalon                                  | Site de Château-Chalon                        | Décret du 4 aout 1971        |                 | 92,56          |                   |              |
| Châtelneuf, Le Frasnois                         | Lac de Narlay                                 | Décret du 1er septembre 1971 |                 | 12,92          |                   |              |
| Chaux-des-Crotenay                              | Cascade de la Lemme                           | Décret du 15 février 1945    |                 | 4,21           |                   |              |
| Conte, Nozeroy                                  | Source de l'Ain                               | Décret du 5 janvier 1944     |                 | 52,53          |                   |              |
| Courbouzon, Lons-le-Saunier                     | Plateau de Montciel                           | Décret du 18 janvier 1943    |                 | 35,89          |                   |              |
| Dole                                            | Ensemble urbain de Dole                       | Décret du 6 avril 1971       |                 | 222,57         |                   |              |
| Doucier, Fontenu, Marigny, Songeson             | Lac de Chalain                                | Décret du 15 septembre 1971  |                 | 664,38         |                   |              |
| Doucier, Menétrux-en-Joux                       | Hameaux de Chambly, Val-Dessous et Val-Dessus | Décret du 3 mai 2002         |                 | 9,91           |                   |              |
| Doye, Nozeroy                                   | Cascade du moulin du Saut                     | Décret du 6 avril 1945       |                 | 17,45          |                   |              |
| Foncine-le-Bas                                  | Saut de la Saine                              | Décret du 21 février 1945    |                 | 3,56           |                   |              |
| Foncine-le-Haut                                 | Cours de la Pisse                             | Décret du 15 février 1945    |                 | 8,25           |                   |              |
| Foncine-le-Haut                                 | Vieux pont et menhir de la Chèvrerie          | Décret du 15 février 1945    |                 | 2,76           |                   |              |
| Frontenay                                       | Bourg et château de Frontenay                 | Décret du 10 février 1976    |                 | 190,09         | Inscrit MH (1991) |              |
| Grande-Rivière                                  | Abbaye du Grandvaux                           | Décret du 15 septembre 1966  |                 | 46,98          |                   |              |
| Lent                                            | défilé d'Entre-Porte                          | Décret du 15 février 1945    |                 | 34,39          |                   |              |
| Les Planches-en-Montagne                        | Cascade, gorges de la Langouette              | Décret du 25 octobre 1944    |                 | 21,41          |                   |              |
| Lons-le-Saunier                                 | Site de la rue du Commerce                    | Décret du 22 mai 1970        |                 | 0,55           |                   |              |
| Orgelet                                         | Hospice d'Orgelet                             | Décret du 14 janvier 1944    |                 | 0,91           |                   |              |
| Orgelet                                         | Plateforme panoramique de l'ancien château    | Décret du 19 mars 1961       |                 | 1,62           |                   |              |
| Pratz                                           | Chapelle de Saint-Romain-de-Roche             | Décret du 25 septembre 1944  |                 | 4,11           | Classé MH (1931)  |              |
| Rochefort-sur-Nenon                             | Rocher du saut de la Pucelle                  | Décret du 1er avril 1943     |                 | 27,8           |                   |              |
| Rochefort-sur-Nenon                             | Site de la vieille porte du pont              | Décret du 24 décembre 1943   |                 | 0,25           |                   |              |
| Saint-Claude                                    | Gorges de l'Abîme                             | Décret du 15 février 1945    |                 | 4,9            |                   |              |
| Saint-Claude                                    | Terrain en contrebas du chemin no 69          | Décret du 10 novembre 1945   |                 | 11,43          |                   |              |
| Saint-Claude                                    | Terrain en contrebas du CD 303                | Décret du 22 novembre 1945   |                 | 3,55           |                   |              |
| Sirod                                           | Rochers des Commères                          | Décret du 15 février 1945    |                 | 6,45           |                   |              |
| Syam                                            | Chutes de l'Ain et forges de Syam             | Décret du 15 février 1945    |                 | 3,57           | Classé MH (1994)  |              |
| Syam                                            | Rochers des Sarrazins                         | Décret du 15 février 1945    |                 | 1,74           |                   |              |
| Thervay                                         | Restes du château de Balaçon                  | Décret du 15 février 1945    |                 | 4,73           |                   |              |
| Toulouse-le-Château                             | Site de Toulouse-le-Château                   | Décret du 10 avril 1979      |                 | 402,15         |                   |              |
| Vulvoz                                          | Cascade de Vulvoz                             | Décret du 18 mars 1968       |                 | 17,9           |                   |              |